# Albert R. Hall
Albert Richardson Hall (* 27. August 1884 in West Baden Springs, Orange County, Indiana; † 29. November 1969 in Marion, Indiana) war ein US-amerikanischer Politiker. Zwischen 1925 und 1931 vertrat er den Bundesstaat Indiana im US-Repräsentantenhaus.

## Werdegang
Albert Hall besuchte die öffentlichen Schulen seiner Heimat einschließlich der Paoli High School. Danach studierte er bis 1906 am Indiana Central Business College in Indianapolis und dann bis 1912 am Earlham College in Richmond. Nach dem Abschluss seiner Ausbildung begann Hall selbst eine Laufbahn im Schuldienst. Bis 1925 war er zunächst als Lehrer und ab 1913 als Schulrat in verschiedenen Stellen in Indiana tätig.
Politisch war Hall Mitglied der Republikanischen Partei. Bei den Kongresswahlen des Jahres 1924 wurde er im elften Wahlbezirk von Indiana in das US-Repräsentantenhaus in Washington, D.C. gewählt, wo er am 4. März 1925 die Nachfolge von Samuel E. Cook antrat. Nach zwei Wiederwahlen konnte er bis zum 3. März 1931 drei Legislaturperioden im Kongress absolvieren. Diese waren seit 1929 von den Ereignissen der Weltwirtschaftskrise geprägt.
Im Jahr 1930 wurde Hall nicht wiedergewählt; 1934 scheiterte eine erneute Kandidatur. Zwischen 1932 und 1942 arbeitete er im privaten Druckereigewerbe. Außerdem war er unter anderem Finanzvorstand der Firma Driveway Contractors Inc. Hall stieg auch in das Immobiliengeschäft ein. Außerdem war er Eigentümer einer Zeitung. Seit 1961 betrieb er in Marion ein Hotel. In dieser Stadt ist er am 29. November 1969 auch verstorben.